# Tiny Beautiful Things
Tiny Beautiful Things är en amerikansk dramakomediserie från 2023 vars första säsong består av 8 avsnitt, och som hade premiär på strömningstjänsten Disney+ 7 april 2023. Serien är bland andra producerad Reese Witherspoon och Laura Dern, som är baserad på Cheryl Strayeds bok med samma namn.

## Handling
Serien kretsar kring skribenten Clare (spelad av Katryn Hahn). Hon befinner sig i en jobbig period i livet och tar motvilligt på sig uppdraget att som anonym kolumnist ge råd till läsarna, vilket även hjälper henne själv.

## Roller i urval
- Kathryn Hahn - Clare
  - Sarah Pidgeon - Clare som ung
- Quentin Plair - Danny
- Tanzyn Crawford - Rae
- Merritt Wever - Frankie